# Hartmut Nassauer
Hartmut Nassauer este un om politic german, membru al Parlamentului European în perioada 1999-2004 din partea Germaniei.
1. ↑  Hartmut Nassauer, accesat în 9 octombrie 2017
2. ↑  Deputații în Parlamentul European